# Procol Harum Live in Concert with the Edmonton Symphony Orchestra
Procol Harum Live in Concert with the Edmonton Symphony Orchestra je první koncertní album britské rockové skupiny Procol Harum. Záznam pochází z koncertu ze dne 18. listopad 1971 v koncertním sále Northern Alberta Jubilee Auditorium v kanadském Edmontonu, kde skupina vystupovala společně s orchestrem Edmonton Symphony Orchestra. Album pak vyšlo v dubnu následujícího roku prostřednictvím hudebních vydavatelství Chrysalis Records (Spojené království) a A&M Records (Spojené státy). V hitparádě Billboard 200 se album umístilo na páté příčce a bylo oceněno zlatou deskou od RIAA.

## Seznam skladeb
Autorem všech textů je Keith Reid; hudbu složil Gary Brooker, mimo skladby „In Held 'Twas in I“, u které je jako apoluautor uveden Matthew Fisher.
1. „Conquistador“ – 5:02
2. „Whaling Stories“ – 7:41
3. „A Salty Dog“ – 5:34
4. „All This and More“ – 4:22
5. „In Held 'Twas In I“ – 19:00
a) „Glimpses of Nirvana“
b) „'Twas Teatime at the Circus“
c) „In the Autumn of My Madness“
d) „Look to Your Soul“
e) „Grand Finale“

## Obsazení
Procol Harum
- Gary Brooker – zpěv, klavír
- Chris Copping – varhany
- Alan Cartwright – baskytara
- B.J. Wilson – bicí
- Dave Ball – kytara

Ostatní
- Edmonton Symphony Orchestra – orchestr
- The Da Camera Singers – doprovodné vokály